# Виги, Антонио
Антонио Виги, или Антон Карлович Виги (итал. Antonio Vighi; 1764—1844) — итальянский художник эпохи классицизма. Работал в России; крупнейший мастер декоративной живописи первой половины XIX века, академик Императорской Академии художеств.

## Биография
Родился в Риме в 1765 году. Окончил Академию Святого Луки. Приехал в Петербург 20 октября 1798 года по указу Его Императорского Величества для работы в Михайловском замке. Художнику покровительствовал и способствовал его приезду архитектор В. Бренна. В 1805 году ему присвоено звание академика Императорской Академии Художеств. В Санкт-Петербурге Виги проживал на ул. Большой Мещанской д. 73.
Один из самых высокооплачиваемых художников своего времени. При рассмотрении и выборе художников для работы над государственными заказами, несмотря на высокие цены, значительно отличавшиеся от расценок других исполнителей, предпочтение в большинстве случаев отдавалось А. Виги, ввиду его общепризнанного мастерства. «Решение Кабинета Его Величества: известному таланту в живописи Виги отдать сию работу…»
Академики В. К. Шебуев, А. Е. Егоров, М. И. Воробьев, П. В. Басин так отзывались о выполненном Виги плафоне Александринского театра: «Живопись превосходна, рисовано — хорошо, написано с большим искусством и ловкостью, вообще произведение делает честь художнику».
Работал с такими архитекторами, как В. Бренна; К. И. Росси; В. П. Стасов; О.Монферран.
Художник скончался 22 февраля (5 марта) 1844 года и похоронен на Волковском лютеранском кладбище (могила утрачена).
Творчество Виги интересно не только своим большим жанрово-тематическим разнообразием (декоративные росписи и плафоны, иконы, портреты, рисунки), но также разнообразием стиля и использование технических приемов. Всем этим он заметно отличается от современных ему мастеров декоративной живописи, которые творили преимущественно в одном стиле, жанре и в одной технике.
Несмотря на большое количество выполненных Антонио Виги монументальных росписей, картин, икон, сохранившихся работ кисти прославленного мастера — единицы.

## Работы
- Живопись в интерьерах Зимнего дворца, сохранилась частично
- Живопись в интерьерах Елагина дворца, не сохранилась
- Живопись в интерьерах Михайловского дворца, сохранилась частично
- Живопись в интерьерах Здания Главного штаба
- Живописный плафон Александринского театра, не сохранился
- Живопись в интерьерах Михайловского замка, не сохранилась
- Три живописных работы (десюдепорты) в Большом зале Строгановского дворца
- Живописный плафон «Триумф Геркулеса» в зале Антонио Виги Юсуповского дворца
- Живопись в интерьерах особняка И. О. Сухозанета, вновь выявлена, обнаружена при реставрации 2015-17 года
- Живописный фриз в Мариинском дворце, аллегория на тему Венеры и Марса

## Галерея

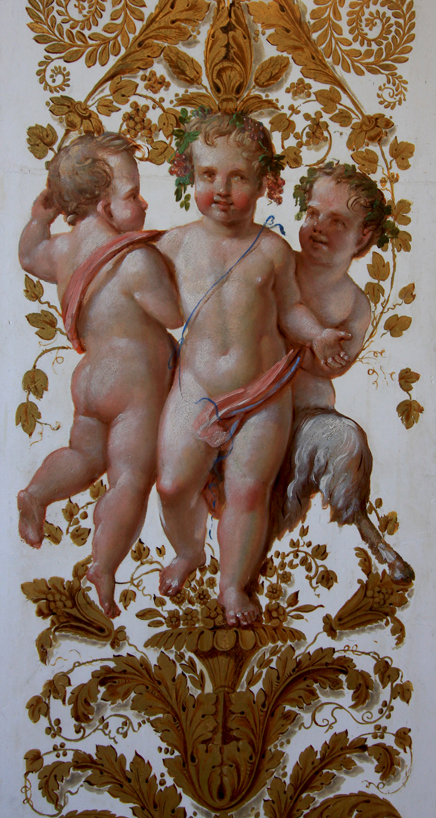
Гротески (1820-е) Михайловский дворец
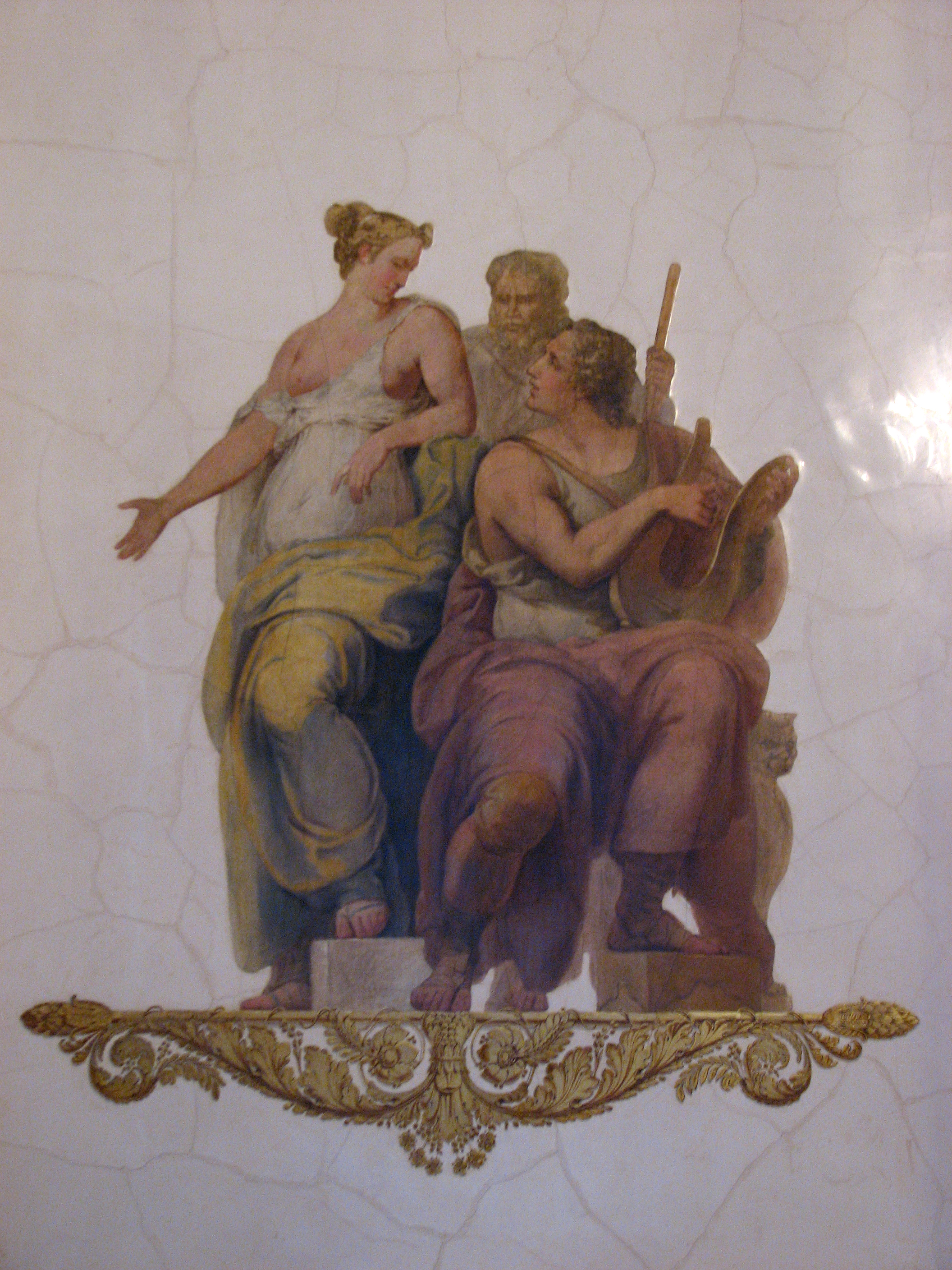
Композиция «Парис и Елена» (1820-е). Михайловский дворец
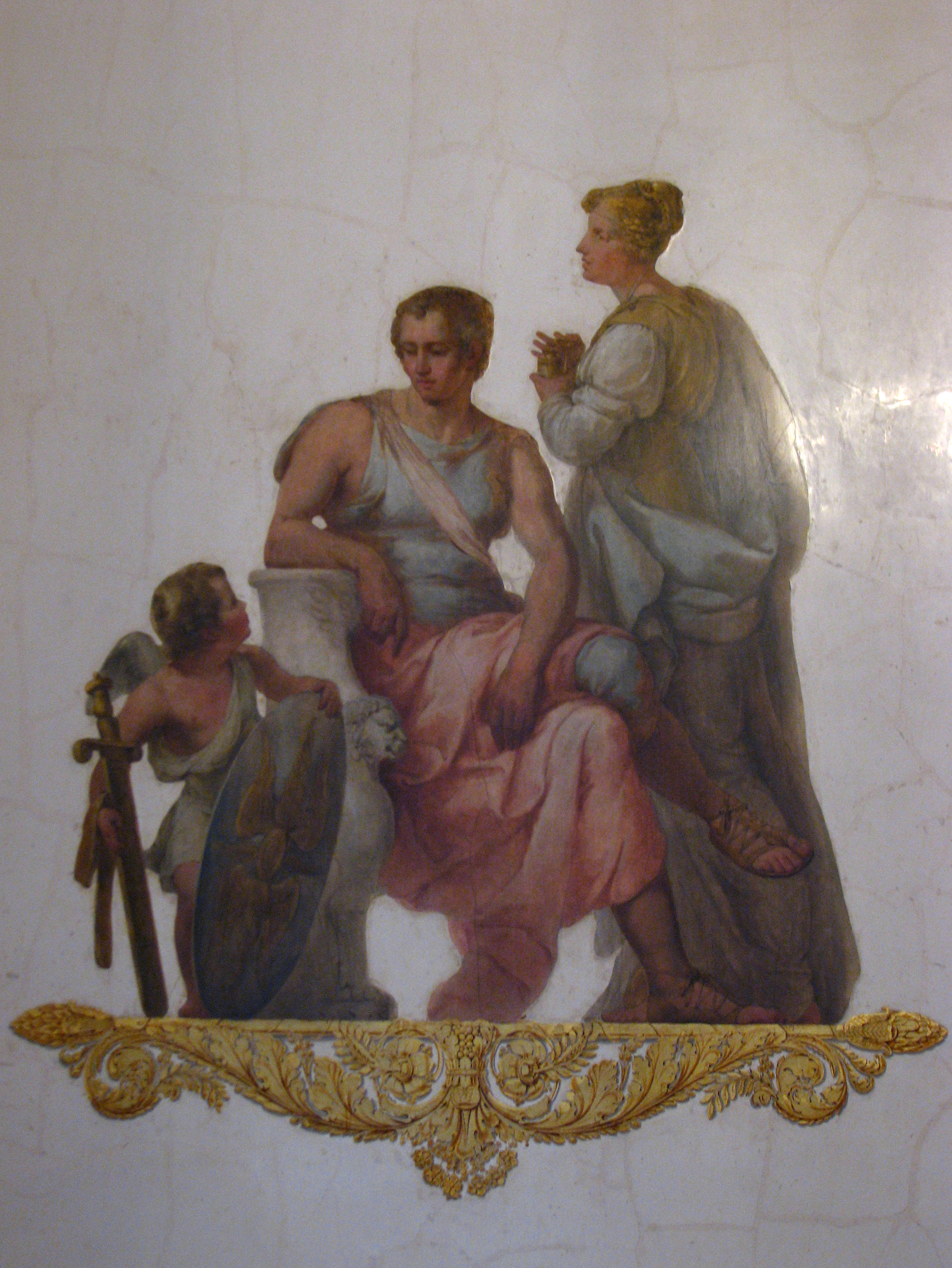
Композиция «Ахиллес при дворе царя Ликомеда»(1920-е). Михайловский дворец
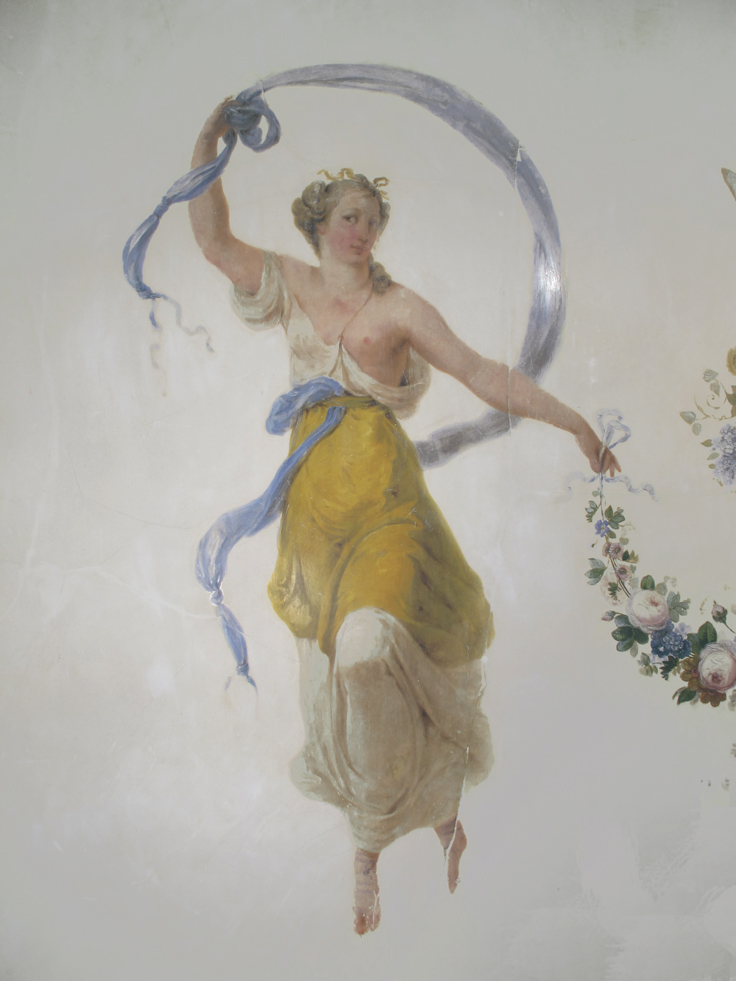
Главный Штаб. Эрмитаж (1828)